# 鸡蛋布袋儿
鸡蛋布袋儿是一种小吃。
，在山东中西部、河南北部、河北南部及京津地区流行，用炸油条的面炸出一个口袋，在口袋中倒入鸡蛋，再入油锅炸至金黄。
就好似一根胖油条里面加入了鸡蛋，外焦里嫩。